# CCC Magyarország
A CCC Magyarország Vallási Közösség a CCC International (Campus Crusade for Christ, International) nemzetközi missziós szervezet magyarországi része. Az Encyclopædia Britannica szerint a Campus Crusade for Christ a "világ legnagyobb keresztény szolgálata".  Magyarországon a CCC vallási közösség szorosan együttműködik a Timóteus Társaság nevű keresztény ismeretterjesztő alapítvánnyal.

## A CCC International nemzetközi missziója
• Jelenleg valamivel több mint 25000 teljes idejű munkatárssal 191 országban végzi misszióját 29 különféle  szolgálati területet ölelve fel a diákok felé végzett missziótól a sportolókon, a katonákon, az üzletembereken, családokon keresztül egészen a lelkipásztorokig.
• A Jézus élete c. film készítője és disztribútora, amely film a világ legnézettebb filmje címet is elnyerte (több mint 6 milliárd nézővel) és minden idők legtöbb nyelvre szinkronizált filmje (több mint 1100 nyelvre fordították le). A "Jézus élete" c. filmet II. János Pál pápa 2000. augusztus 19- én, a "World Youth Day 2000" alkalmából Rómában maga mutatta be az ott összegyűlt egymillió fiatalnak.
• A négy lelki törvény című füzet létrehozója, amely a vallástörténelem egyik legszélesebb körben terjesztett ismeretterjesztő füzete, több mint 2,5 milliárd példányban osztották szét a világ legtöbb nyelvén.
• A Campus Crusade for Christ alapítója, Dr. William (Bill) Bright az egyike volt az "Evangelicals and Catholics Together: The Christian Mission in the Third Millenium” címet viselő katolikus és protestáns közös alapokat erősítő megállapodás kezdeményezőinek.
• Bill Bright 1996-ban megkapta a vallási Nobel-díjként számontartott Templeton-díjat elismerésül azért, hogy az általa alapított vallási közösség milyen jelentősen hozzájárult a kereszténység előrehaladásáért az egész világban.

## A magyarországi misszió
1978-ban költözött Magyarországra az első misszionárius házaspár, Virgil és Kathy Anderson. Mivel az akkori állami vezetés nem tette lehetővé a hivatalos keresztény missziós tevékenységet, ezért hosszú éveken keresztül turista vízummal éltek Magyarországon. Ez azt jelentette, hogy családos emberként 30 naponként el kellett hagyniuk otthonukat, és kérvényezni a turista vízum újabb harminc napos meghosszabbítását.
24 év után a vallási közösségnek negyven teljes idejű munkatársa és több száz önkéntese van.

## A CCC Magyarország küldetése
A CCC Magyarország célja a keresztény egyházakkal együttműködve minden embernek lehetőséget adni, hogy döntése szerint Jézus Krisztuson keresztül kapcsolatba kerüljön a Biblia Istenével, és a Vele való kapcsolat alapján teljes és tartalmas életet éljen.

## A CCC Magyarország történetének főbb állomásai
- 1978 - az első misszionárius házaspár, Virgil és Kathy Anderson Magyarországra költözik
- 1983 - elindul az egyetemi misszió a budapesti egyetemeken
- 1985 - a Jézus élete c. film szinkronját elkészítik Sinkovits Imre narrációjával és Bajor Edit szinkronrendezésében
- 1990 - hivatalossá válik a misszió Timóteus Társaság Egyesület néven
- 1994 - a Timóteus Társaság Alapítvánnyal együttműködve elindul a "Fiatalok az Élet Küszöbén - FÉK" program, amelyet hazánkból kiindulva jelenleg 60 országban használnak. Magyarországon a program keretében 8000 pedagógust képeztek ki, és kb. 300000 tanuló látta a Jézus élete c. filmet.[4]
- 1998 - elindul a "Nagy Találkozás" program, amelyben több tízezer ember számára minden felekezettel(katolikus, református, evangélikus, baptista, ill. különböző kisegyházak) helyi szinten együttműködve vetítik le a Jézus élete c. filmet mozikban, művelődési házakban.[5]
- 2010 - elindul a Református Egyházzal közös program a Rendőrség támogatásával, amely a "Kontrasztkiállítás"[6] nevet viseli. Az előadásokon és kiállításon kb. 40000 ember vesz részt.